# تاتسويا ناكادي
تاتسويا ناكادي (باليابانية: 仲代達矢) (مواليد 13 ديسمبر 1932) هو مغني وممثل ياباني. من الجوائز التي نالها جائزة أساهي سنة 2013 ووسام الثقافة سنة 2015 وصاحب الاستحقاق الثقافي ‏ سنة 2007.

## أعمال

### أفلام
- الساموراي السبعة (1954)
- يوجيمبو (1961)
- هاراكيري (1962)
- كوايدان (1964)
- سيف الموت (1966)
- كاجيموشا (1980)
- ران (1985)
- بعد المطر (1999)

## جوائز
- جائزة أساهي (2013)
- وسام الثقافة (2015)
- صاحب الاستحقاق الثقافي [الإنجليزية]‏ (2007)

## وصلات خارجية
- تاتسويا ناكادي على موقع IMDb (الإنجليزية)
- تاتسويا ناكادي على موقع روتن توميتوز (الإنجليزية)
- تاتسويا ناكادي على موقع ألو سيني (الفرنسية)
- تاتسويا ناكادي على موقع أول موفي (الإنجليزية)
- تاتسويا ناكادي على موقع قاعدة بيانات الأفلام السويدية (السويدية)
- تاتسويا ناكادي على موقع إن إن دي بي (الإنجليزية)
- تاتسويا ناكادي على موقع ديسكوغز (الإنجليزية)
- تاتسويا ناكادي على موقع قاعدة بيانات الفيلم (الإنجليزية)
- تاتسويا ناكادي على موقع كينوبويسك (الروسية)